# Dänischer Graben
Der Dänische Graben (auch Dänischer Kanal oder Drachenschlucht genannt) ist eine künstliche Verbindung zwischen Taschensee und Kleinem Pönitzer See im Ortsteil Gronenberg der Gemeinde Scharbeutz.
Der im 17. Jahrhundert errichtete, zunächst offene Kanal von circa 2 Metern Tiefe ist etwa 400 Meter lang. Seine Errichtung fällt in die Zeit der Abgeteilten Herren, die als Herzöge von Schleswig-Holstein-Sonderburg-Plön von Schloss Traventhal aus die Gegend von Plön bis Ahrensbök regierten. Der Graben entwässerte den höher liegenden Taschensee wie auch den Süseler See und führte den im Unterlauf der Gösebek befindlichen Wassermühlen mehr Wasser zu, sicherte also die Energieversorgung der in der Frühen Neuzeit dort ansässigen Gewerbebetriebe. Die Benennung als Dänischer Graben verweist laut Jarchov (1978) auf die enge Verwandtschaft der Plöner Herzöge mit dem Dänischen Königshaus. Auf Initiative des unternehmerischen Gutsherrn auf Övelgönne Friedrich Otto von Dernath wurde der Dänische Graben ab 1770 erheblich tiefer gelegt, damit das zum Gut Övelgönne gehörige Grünland am Süseler See trockener wurde. Von den ehemals drei Mühlen ist heute nur die Gronenberger Mühle als Kulturdenkmal erhalten; diese hat allerdings ihre Dienste als Kornmühle bereits 1954 eingestellt. Der Wasserlauf des Dänischen Grabens ist seit 1949 in unterirdisch verlegten Zementrohren verrohrt und zeigt sich daher heute dem Spaziergänger nur als tief in die Landschaft der Pönitzer Seenplatte eingeschnittener Hohlweg, dessen Böschungen mit Laubholz bestanden sind. Er ist Teil des Landschaftsschutzgebiets Pönitzer Seenplatte und Haffwiesen.

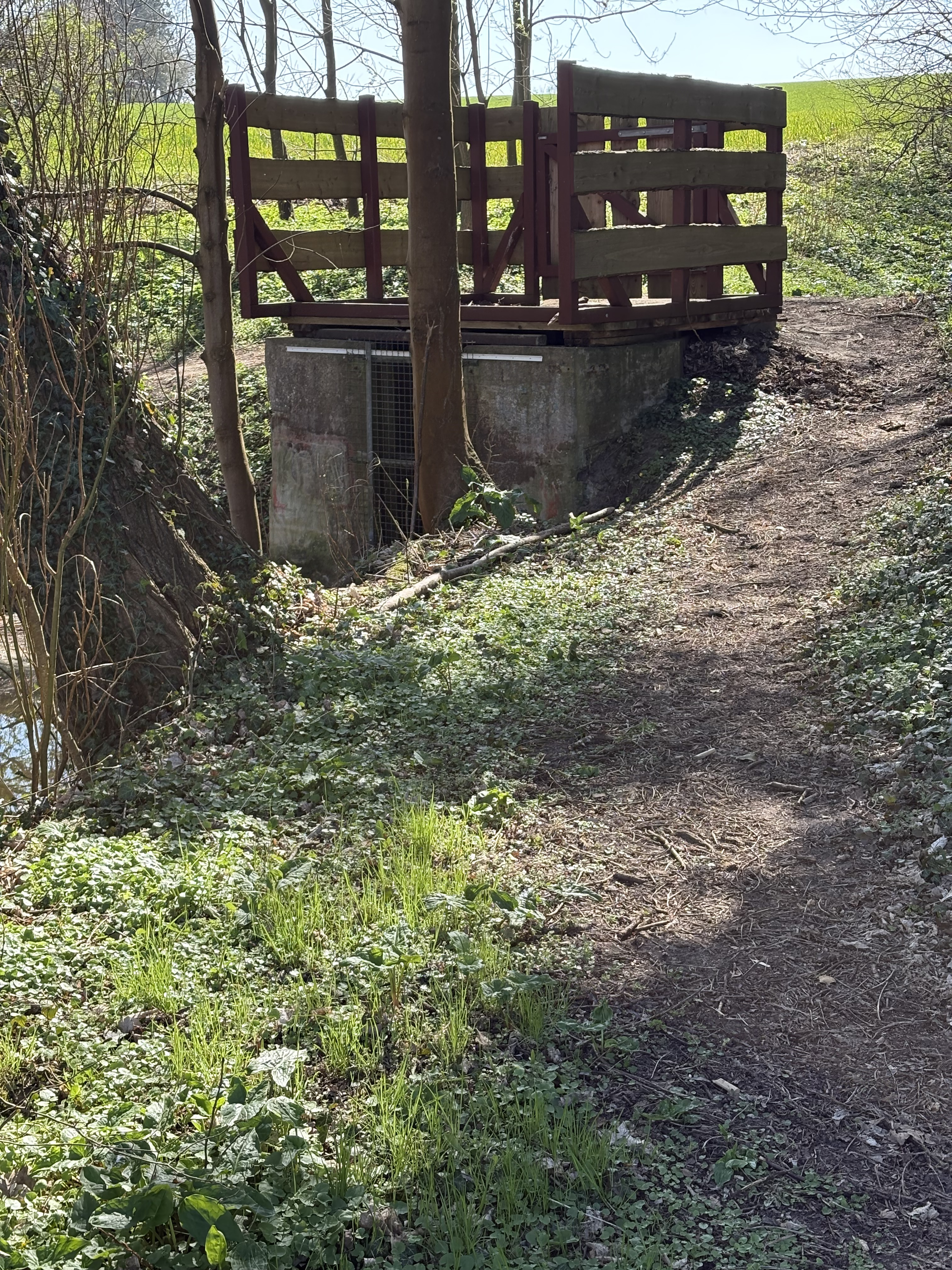
Mönch am Taschensee
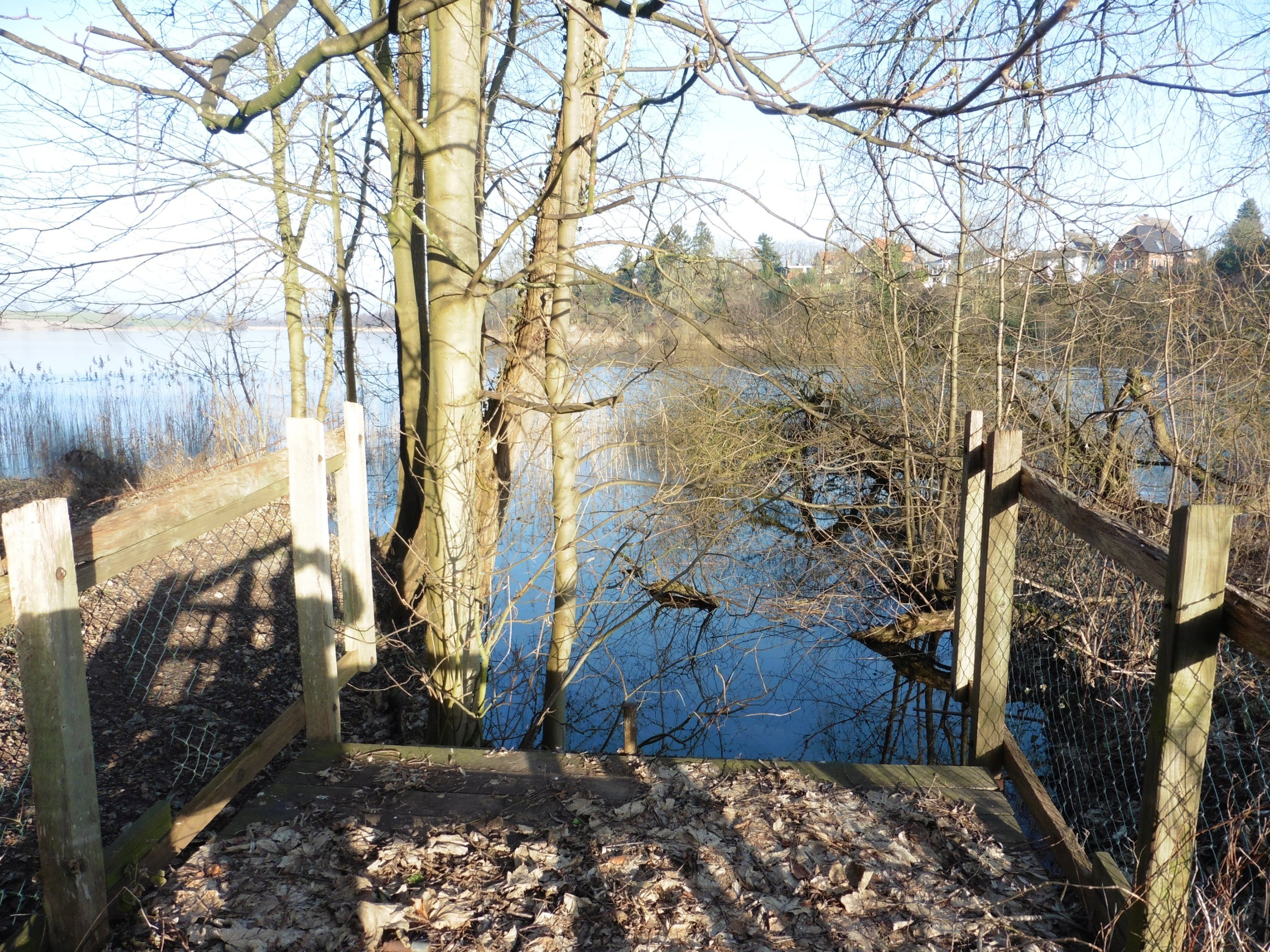
Einlaufwehr (Mönch) am Taschensee
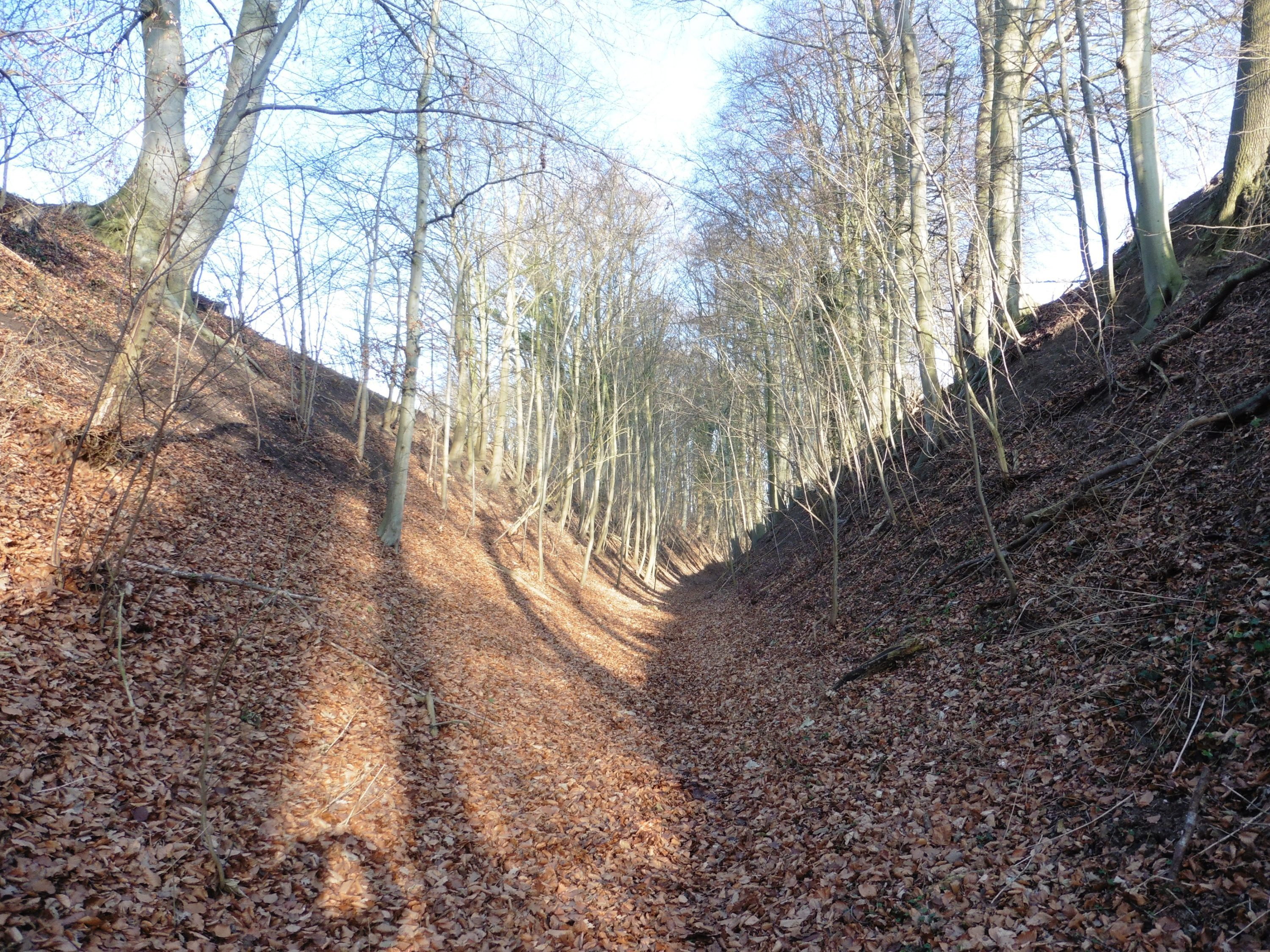
Fußweg im Dänischen Graben
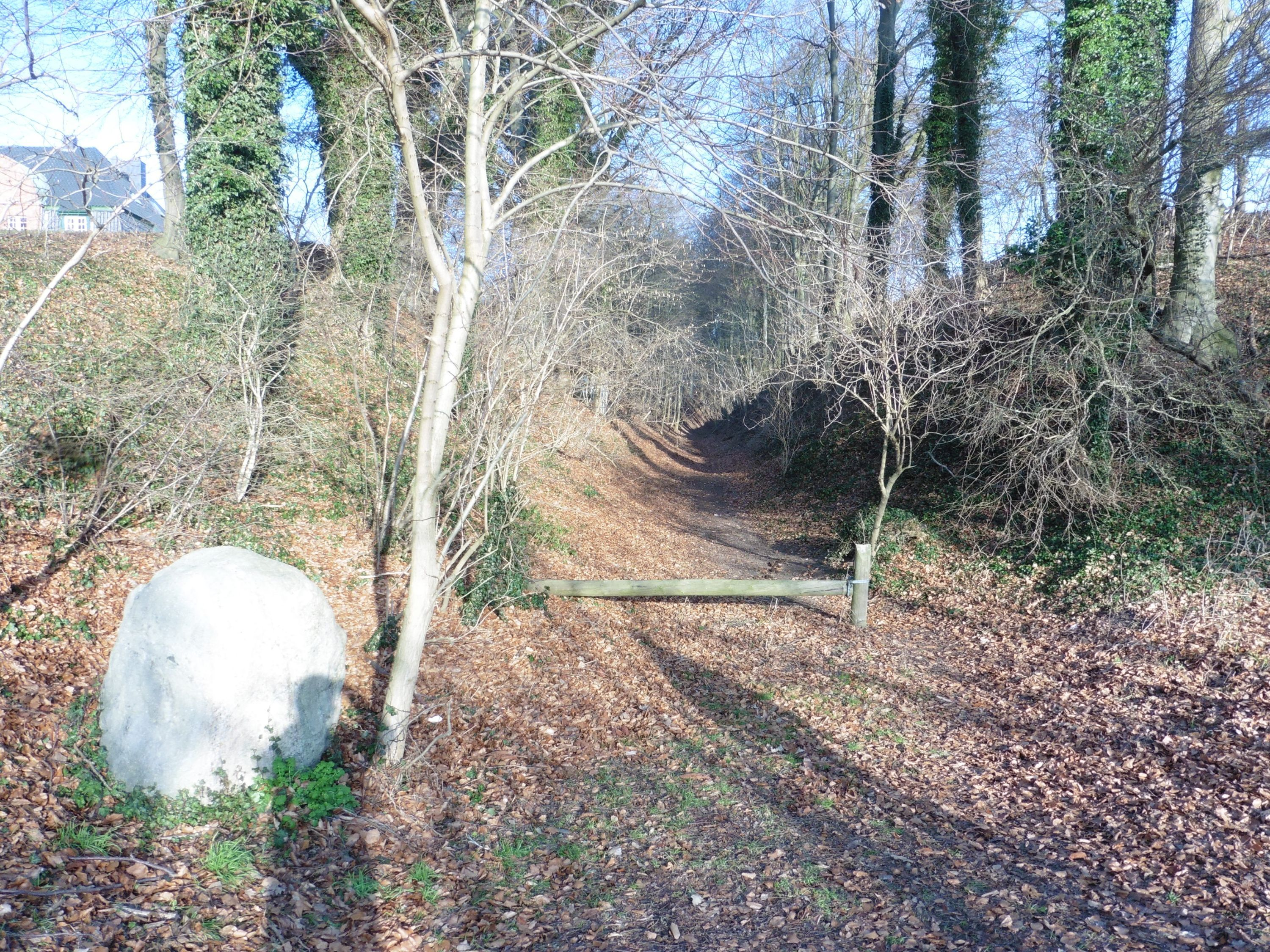
Südliche Einfahrt zum Dänischen Graben
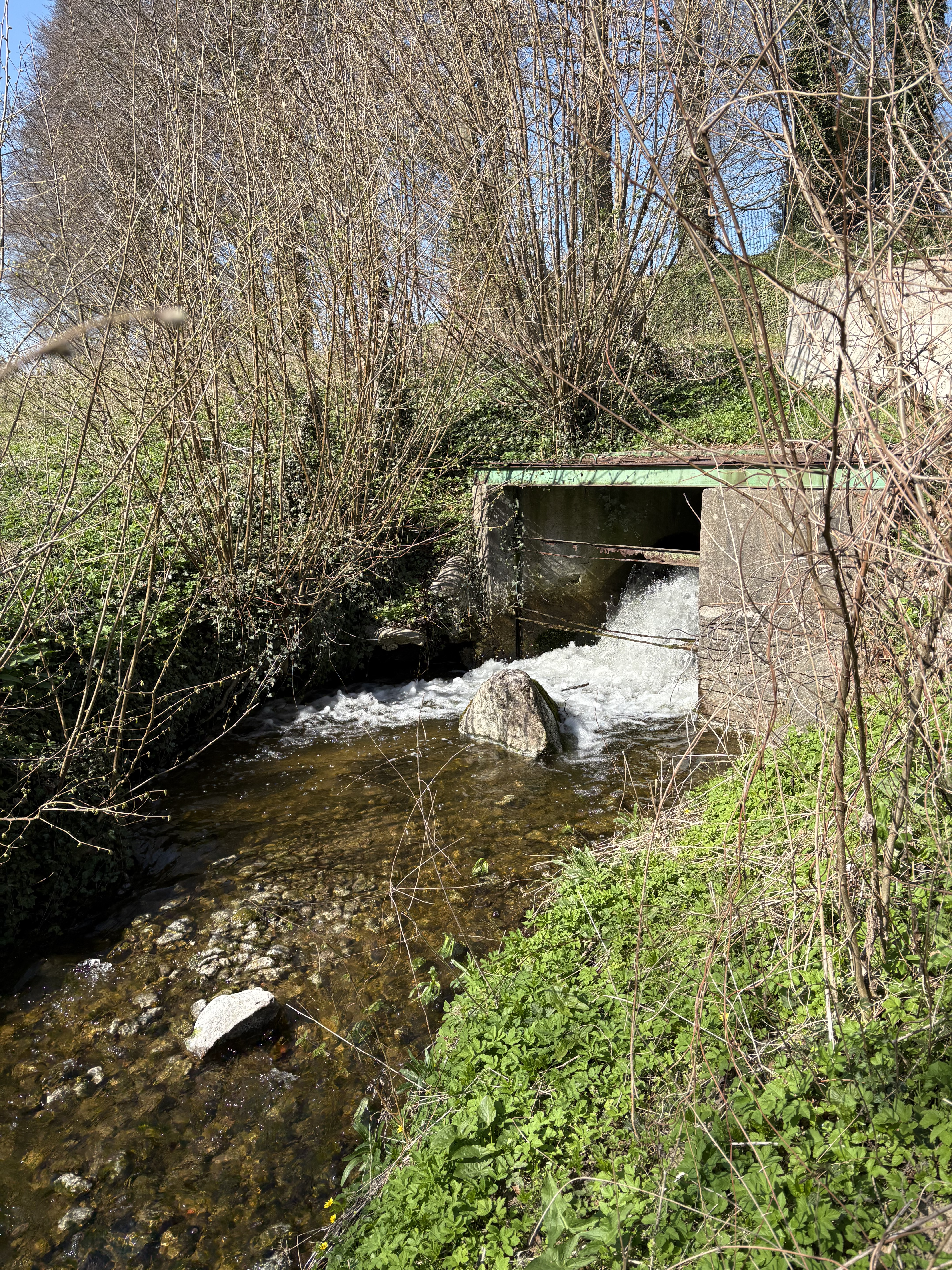
Rohrende am Kleinen Pönitzer See
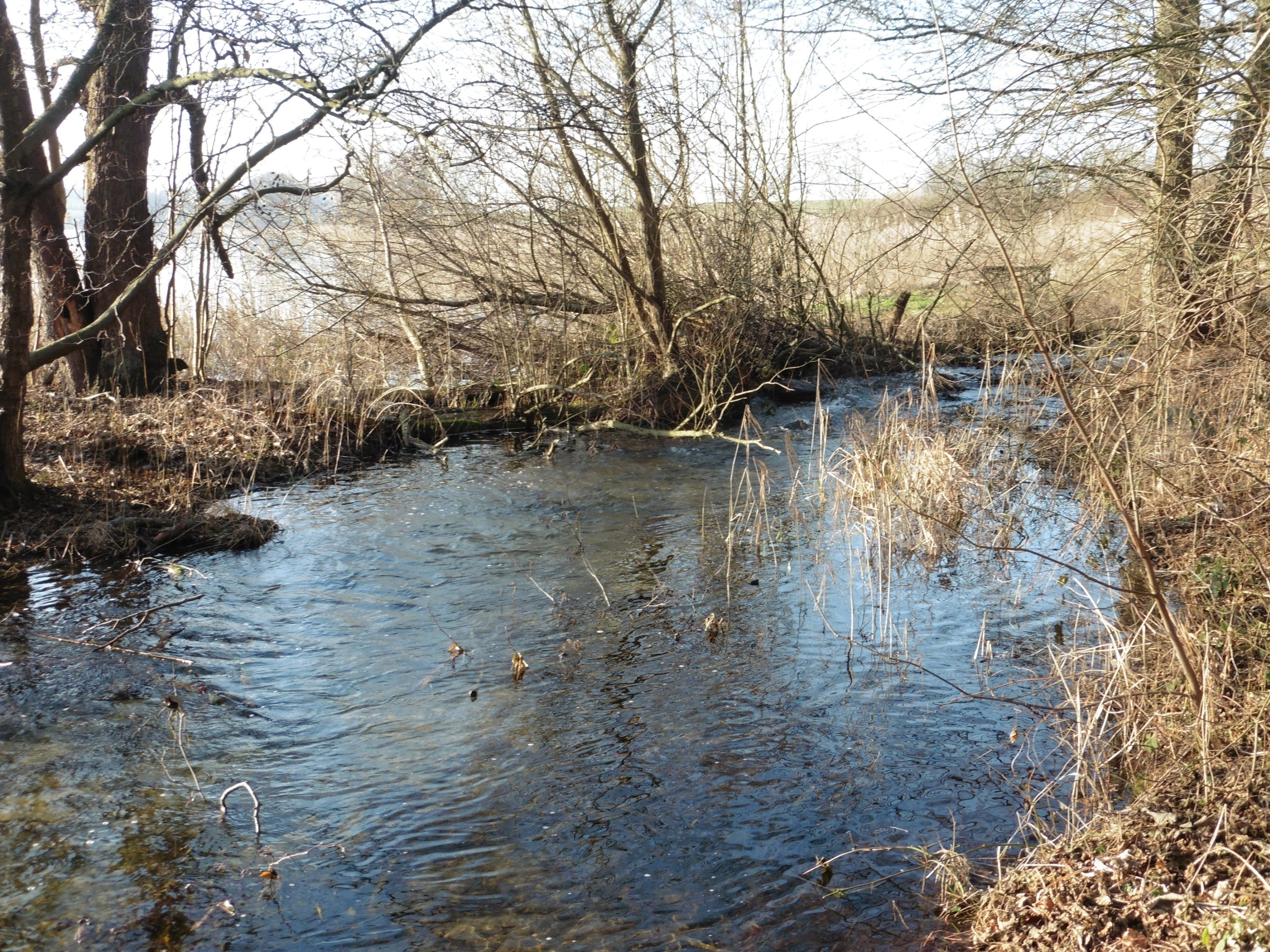
Mündung in den Kleinen Pönitzer See